# Tomocyrba decollata
Espèce
Tomocyrba decollata est une espèce d'araignées aranéomorphes de la famille des Salticidae.

## Distribution
Cette espèce est endémique de Madagascar. Elle se rencontre vers la baie d'Antongil.

## Description
Le mâle décrit par Szűts et Scharff en 2009 mesure 5,53 mm et la femelle 5,20 mm.

## Publication originale
- Simon, 1900 : Descriptions d'arachnides nouveaux de la famille des Attidae. Annales de la Société Entomologique de Belgique, vol. 44, p. 381-407 (texte intégral).